# Waterford (condado de New London)
Waterford es un lugar designado por el censo ubicado en el condado de New London en el estado estadounidense de Connecticut. En el año 2010 tenía una población de 2,887 habitantes.

## Geografía
Waterford se encuentra ubicado en las coordenadas 41°20′42″N 72°7′46″O / 41.34500, -72.12944.